# Пипа Мидлтон
Филипа Шарлота Пипа Мидлтон (енгл. Philippa Charlotte Pippa Middleton; Рединг, 6. септембар 1983) је енглеска  манекенка и рођена сестра Кејт Мидлтон, војвоткиње од Кембриџа. Рођена је 6. септембра 1983, у Редингу. Постала је позната широм света након појављивања на краљевском венчању 2011. године.
Након краљевског венчања, Пипа је изазвала велику популарност и пажњу медија у Британији и целом свету. Њене фотографије су биле у најпознатијим светским новинама и часописима. Појављивала се у јавности на разним манифестацијама које су пропраћене уз доста медијске пажње. Између осталог, била је на финалном тениском мечу завршног АТП Мастерса у Лондону 2012, који су одиграли Роџер Федерер и Новак Ђоковић.
У јуну 2013, Мидлтон је представљена као нови уредник у америчком магазину Vanity Fair.